# Vila Nova do Ceira
Vila Nova do Ceira, gelegentlich auch Vila Nova de Ceira, ist eine portugiesische Gemeinde in der Região Centro.

## Geschichte
Da zu dieser abgelegenen Gegend nur wenig Dokumentation nach der Unabhängigkeit des Königreich Portugals existiert, ist nur bekannt, dass es im 13. Jahrhundert bereits einige Gemeinden hier gab. Seit 1927 heißt die Gemeinde Vila Nova do Ceira, während sie zuvor Várzea de Góis, und nach der Eingemeindung Mitte des 18. Jahrhunderts auch Várzea de Góis e Chapinheira hieß. Noch heute wird die Gemeinde im Volksmund Várzea genannt, nach ihrem bis heute bedeutendsten Ort. Das gesamte Gebiet gehörte dabei stets zum Kreis von Góis.

## Kultur und Sehenswürdigkeiten
Neben einer Reihe Kirchen steht auch der Komplex Centro de Dia de Vila Nova do Ceira (dt.: Tagespflegeheim von Vila Nova do Ceiro) unter Denkmalschutz. Das 1915 errichtete Krankenhaus wurde nach seinem Erbauer Hospital Monteiro Bastos benannt, bevor es vom Estado-Novo-Regime als Freizeitheim genutzt wurde. Als Tagespflegeheim wird heute nur das Erdgeschoss genutzt, während die oberen Stockwerke auf eine Finanzierung der nötigen, bereits geplanten Restaurierungen warten, angesichts der tiefen Rezession des Landes infolge der Bankenkrise.

## Verwaltung

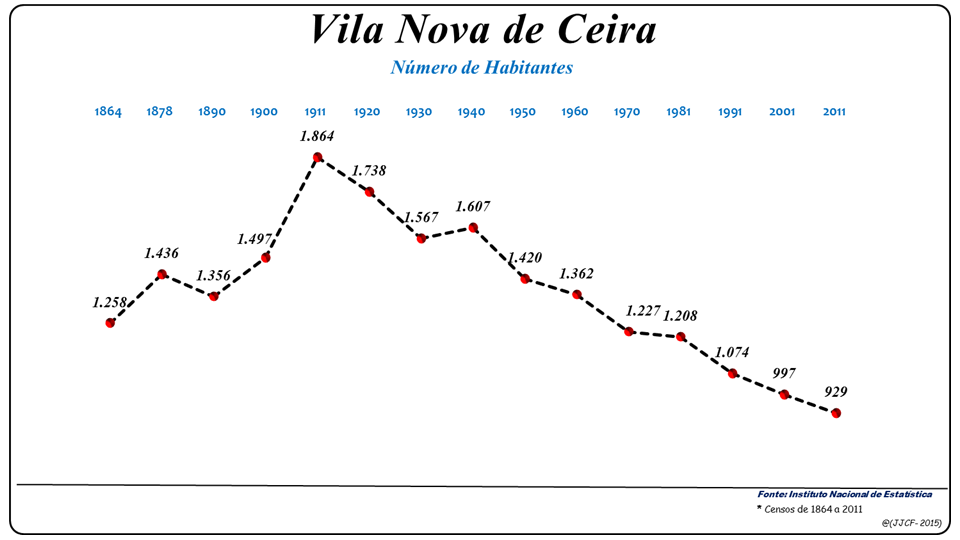
Die Bevölkerungsentwicklung in der Gemeinde Vila Nova do Ceira
(1864–2011)

Vila Nova do Ceira ist eine Gemeinde (Freguesia) im Kreis (Concelho) von Góis, im Distrikt Coimbra. In ihr leben 931 Einwohner auf einer Fläche von 20 km² (Stand 19. April 2021).
Die Gemeinde besteht aus folgenden Ortschaften:
| - Bolsas - Cabril - Campelo - Caracol - Carapinhal - Casal da Ribeira - Cerejal | - Chão dos Santos - Chapinheira - Covas do Barro - Cruzinhas - Farroiba - Fonte de Soito - Formiga | - Inviando - Juncal - Linteiro - Murtinheira - Monteira - Oliveirinhas - Passô | - Picarotos - Rojão - Sacões - Santo Velho - Telhada - Terras - Topa | - Val de Egas - Vale de Oleiros - Várzea Grande - Várzea Pequena - Vergada |